# Friedrich Hecht (Politiker)
Friedrich Hecht (* 29. August 1918 in Holzhausen; † 16. Dezember 2019 in Neustrelitz) war ein deutscher Politiker (SED). Er war von 1953 bis 1954 Leiter der Abteilung Landwirtschaft des ZK der SED.

## Leben
Hecht wurde als Sohn eines Maurers und einer Köchin in Holzhausen (Ostprignitz) geboren. Nach dem Besuch der Volksschule in Holzhausen und der Mittelschule in Kyritz arbeitete er in den Jahren 1934 bis 1938 als Maschinist. Nach einer Ausbildung bis März 1939 als Dreher in der Berlin-Anhaltischen Maschinenbau AG, Werk III in Dessau, war er von April bis September 1939 im Reichsarbeitsdienst (RAD) in Groitzsch. Von Oktober 1939 bis Mai 1945 musste er Kriegsdienst in der Wehrmacht leisten, zuletzt als Obergefreiter.
Nach dem Zweiten Weltkrieg arbeitete er von Mai bis August 1945 in der Stadtverwaltung in Oranienbaum und dann bis Februar 1949 als Leiter der Außenstelle der Sozialversicherungskasse Köthen in Oranienbaum. Er trat im Juli 1945 in die Sozialdemokratische Partei Deutschlands (SPD) und im Jahr 1946 in die Sozialistische Einheitspartei Deutschlands (SED) ein. Von März 1949 bis Dezember 1950 war er Geschäftsführer des Raiffeisenverbandes Köthen, Sekretär des VdgB-Kreisvorstandes Köthen und Abteilungsleiter im VdgB-Landesvorstand Sachsen-Anhalt. Im Jahr 1950 besuchte er fünf Monate die Landesparteischule Sachsen-Anhalt.
Im Januar 1951 wurde er hauptamtlich im Parteiapparat der SED tätig. Er war bis Juli 1952 Instrukteur, Sektorenleiter und Sekretär für Landwirtschaft der SED-Landesleitung Sachsen-Anhalt. Nach der Verwaltungsreform in der DDR war er von August 1952 bis April 1953 Sekretär für Landwirtschaft der SED-Bezirksleitung Halle. Vom 21. April 1953 bis 28. September 1954 wirkte er als Leiter der Abteilung Landwirtschaft des ZK der SED (Nachfolger von  Albert Schäfer). Von September 1954 bis Juni 1958 studierte er an der Parteihochschule der KPdSU in Moskau mit dem Abschluss als Diplom-Gesellschaftswissenschaftler. Von Juli 1958 bis März 1960 fungierte er als 1. Sekretär der SED-Kreisleitung Gräfenhainichen. Von April 1960 bis Februar 1962 war er Sekretär für Landwirtschaft der SED-Bezirksleitung Dresden (Nachfolger von Rudolf Gellenthin). Er wurde auf eigenen Wunsch abgelöst und durch Manfred Scheler ersetzt. Ab August 1962 war er zunächst Mitarbeiter und von September bis Dezember 1962 stellvertretender Vorsitzender der Zentralen Kommission für Staatliche Kontrolle (ZKSK) im Bezirk Neubrandenburg. Von Januar 1963 bis August 1983 war er Vorsitzender der Arbeiter-und-Bauern-Inspektion (ABI) im Bezirk Neubrandenburg. Von 1964 bis Februar 1984 gehörte er als Mitglied der SED-Bezirksleitung Neubrandenburg und von 1967 bis 1983 als Abgeordneter dem Bezirkstag an. Im September 1983 trat er in den Ruhestand. Vom 12. Februar 1984 bis Dezember 1989 war er Mitglied der Bezirksparteikontrollkommission Neubrandenburg der SED.
Nach der Wende in der DDR wurde er im Jahr 1994 wieder Mitglied der SPD. Er lebte bis zu seinem Tod als Rentner in Neustrelitz.

## Auszeichnungen
- Verdienstmedaille der DDR
- 1970 Vaterländischer Verdienstorden in Bronze und 1978 in Silber